# Love Execute
Love Execute は、芸能プロダクションアミューズに所属する日本の女性4人組ダンス＆ボーカルユニット COLOR の 2nd アルバム。

## 概要
- 5th シングルの Rav&Business / あなたを愛す私を愛す と 6th シングル 翼がなくても が収録されている。
- 楽曲は本間昭光、新藤晴一、岸谷香、中山加奈子、サエキけんぞうなどが提供している。

## CD
1. WE’LL BE TOGETHER
作詞：久保田洋司、作曲・編曲：長岡成貢
2. Rav&Business
作詞：晴一、作曲・編曲：本間昭光
3. Stay with me
作詞：KOMUGI、作曲：岸谷香・編曲：鈴木俊介
4. 翼がなくても
作詞・作曲：岸谷香、編曲：島田昌典
5. Hide and Seek
作詞：藤林聖子、作曲・編曲：今井了介
6. あなたを愛す私を愛す(Album Version)
作詞：浜崎貴司、作曲・編曲：本間昭光
7. LET IT GRIP
作詞：サエキけんぞう、作曲・編曲：GENE POOL
8. 今は好きと告げるしかない
作詞：浜崎貴司、作曲・編曲：中西亮輔
9. 夜明け前
作詞・作曲：黒須チヒロ、編曲：松浦晃久
10. Life Is Beautiful
作詞：夏野斧子、作曲・編曲：伏島和雄・周藤寿和
11. Overture 〜glave strings〜
作曲・編曲：河野伸
12. 小さき者たち
作詞：中山加奈子、作曲：岸谷香・編曲：河野伸